# Rollshausen
Rollshausen är en kommun och ort i Landkreis Göttingen i förbundslandet Niedersachsen i Tyskland.
Kommunen ingår i kommunalförbundet Samtgemeinde Gieboldehausen tillsammans med ytterligare nio kommuner.